# Ochromima marginicollis
Ochromima marginicollis är en skalbaggsart som först beskrevs av Charles Joseph Gahan 1889.  Ochromima marginicollis ingår i släktet Ochromima och familjen långhorningar. Inga underarter finns listade i Catalogue of Life.